# Palliduphantes carusoi
Espèce
Synonymes
- Lepthyphantes carusoi Brignoli, 1979

Palliduphantes carusoi est une espèce d'araignées aranéomorphes de la famille des Linyphiidae.

## Distribution
Cette espèce est endémique de Sicile en Italie.

## Publication originale
- Brignoli, 1979 : Ragni d'Italia XXXII. Specie cavernicole di Sicilia (Araneae). Animalia, vol. 5, p. 273-286.